# Microserica interrogator
Microserica interrogator är en skalbaggsart som beskrevs av Gilbert John Arrow 1946. Microserica interrogator ingår i släktet Microserica och familjen Melolonthidae. Inga underarter finns listade i Catalogue of Life.